# Амад Диало
Амад Диало (на английски: Amad Diallo) е котдивоарски футболист, играещ за Манчестър Юнайтед. 
Роден е в Кот д'Ивоар, но като дете се мести да живее в Италия. Там през 2015 година започва да тренира в младежките формации на Аталанта.
През 2021 година прави дебюта си за националния отбор на Кот д'Ивоар.
През декември 2020 година получава италианско гражданство.

## Успехи
Манчестър Юнайтед
- Лига Европа второ място: 2020 – 21[1]

Рейнджърс
- Купа на Шотландия: 2021 – 22[2]
- Лига Европа второ място: 2021 – 22[3]